# 悪魔の毒々モンスター 毒々最後の誘惑
『悪魔の毒々モンスター 毒々最後の誘惑』（原題：The Toxic Avenger III：The Last Temptation of Toxie）は、1989年に公開されたアメリカ映画。『悪魔の毒々モンスター』シリーズ完結作。タイトルは1988年の映画「最後の誘惑」のパロディー。ビデオタイトルは『悪魔の毒々モンスター3 毒々最後の誘惑』。

## あらすじ
アポカリプス社をトロマヴィルから追い出して、しばらく平和が続いていた。それ故に、毒々モンスターは悪人退治することがなくなり就職活動に勤しむ。盲目を患う恋人の手術代の為に高額の給料目当てに毒々モンスターが就職したのはなんと、アポカリプス社。すっかり悪人に対する敵意が弱体化していた毒々モンスターは環境破壊に利用され、町の住民から評判は悪くなってしまう。それに気がついた毒々モンスターは正義を取り戻し、アポカリプス社に戦いを挑む。立ちはだかるアポカリプス社の会長が本当の姿である悪魔に変貌して最終決戦が切って落とされた。

## キャスト
- 毒々モンスター (トキシー)（メルヴィン）：ロン・ファジオ　ジョン・アルタムーラ　マイケル・J・カプラン　ご存知、正義のヒーロー。今回はスランプに陥っており、前作で宿敵だったアポカリプス社を何の警戒もなく協力してしまったほど、悪を本能で嗅ぎつける能力を失っている。しかし、前作での力士から教わった術を活用したり、壁のぼりするなど、身体的な部分はパワーアップした。悪夢の場面とデビルによる力で姿を元に戻された際に登場する変身前のメルヴィンを演じるのはマーク・トーグルではなくマイケル・J・カプラン。
- クレア：フィービー・レジェール　盲目の美女で毒々モンスターの恋人、前作からの登場。アポカリプス社で毒々モンスターが稼いだ給料で手術を受けて、視力回復する。

アポカリプス社
- 会長/デビル：リック・コリンズ　悪人の大玉でありアポカリプス社の会長。トロマヴィルを核廃棄物貯蔵地にしようと企んでいる。前作では普通の人間として描かれていたが、本作では人間と悪魔のハーフとなっており、悪魔の姿に脱皮する。魔術を使い、「5つのレベルの運命」と称した住民を巻き込んだデスゲームを起こす。契約書にサインしてしまった毒々モンスターを人間の姿に戻したり、それで得た給料で視力回復したクレアを盲目に戻すなどピンチに追い詰める。唯一の弱点は神。
- マルフェール：リサ・ゲイ　アポカリプス社の女秘書。前作では会長と行動を共にしていた。単体で毒々モンスターを襲うが、墜落したバスに下敷きにされて絶命する。
- シガーフェイス：ダン・スノー　1作目から、毒々モンスターの前に現れる小悪党。1作目で退治されていたが、前作でアポカリプス社の社員となり生存が確認された。今回で毒々モンスターの襲撃を受け完全に葬られる。

## 備考
- この映画は完成した際、4時間という長さになってしまった為、分割し、悪魔の毒々モンスター 東京へ行くとして同時作成され、その結果、PartIIとこの映画の二本の作品となった。
- マーク・トーグルは「最終レベルの運命」でのシーケンスでメルヴィンとして復帰するように求められたが、支払いの問題のため、最終的には復帰を拒否。マイケル・J・カプランが代役を演じた。しかし、トーグルは悪魔の毒々モンスター 新世紀絶叫バトルでその役割を果たしている。